# Dadave
 (mars 2012).
Si vous disposez d'ouvrages ou d'articles de référence ou si vous connaissez des sites web de qualité traitant du thème abordé ici, merci de compléter l'article en donnant les références utiles à sa vérifiabilité et en les liant à la section « Notes et références ».
Dadave (né David Aboué en 1969) est un artiste plasticien et sculpteur français.
Dadave travaille dans des agences de presse parisiennes durant les années 1990. Parallèlement, il commence sa carrière artistique en réalisant des sculptures grâce à des matériaux de récupération glanés sur les trottoirs de Paris. Sensibilisé depuis quelques années par la catastrophe écologique annoncée, et plus particulièrement par la gestion des déchets, Dadave travaille, depuis 2002, exclusivement avec des composants électroniques trouvés dans des ordinateurs, ou de vieilles télés.

## Principales expositions
2012
- Galerie +Brauer. Paris
- Exposition Groupama. Montreuil
- Exposition Acoss. Montreuil
- L’usine. les Lilas
- Science-Po. Paris

2011
- Salon Produrable. Le CNIT. Paris-la-Défense
- Art'ifice. Salon d'art contemporain. Montgeron
- Festival Ephémère. Champigny sur Marne
- Exposition Gare à l'Art. Austerlitz, Paris
- Fête de l'Art. La Poéterie. Saint-Sauveur en Puisaye
- Portes ouvertes des Ateliers de Montreuil
- Espace Couleur d'Orange. Montreuil
- Galerie +Brauer. Paris

2010
- Lauréat de prix jeune public. Biennale d’arts contemporains de Champigny.
- Galerie Pictogram. Montreuil.
- Salon d’art contemporain de Chatillon.
- Galerie Recycl’ère. Paris
- Itélé. Paris

2009
- Salon Artcité. Fontenay-sous-Bois
- Galerie Yvon Lambert. Art protects, vente au profit de Aides. Paris
- Les sommets de la nuit. Bormes-les-Mimosas
- Portes ouvertes des ateliers du 14e. Artiste invité. Paris.
- Intervention en foyer de jeunes travailleurs. Paris
- Festiv’art. Campus HEC. Jouy en Josas
- Le Mac agite la création. Musée de l’Informatique. Grande Arche de la Défense. Paris
- Festival International de l’Image Environnementale. Paris/Arles
- Campus de l’Essec. 25 ans de la Fédération Envie. Cergy

2008
- The Nguyen Tan Chuong Gallery. Espace Commines. Paris.

2007
- Toast Gallery, Paris

2006
- Microsoft. Paris

2005
- Galerie Limited, Bruxelles.
- Exposition "Couleurs Bières". Heineken, Paris.

2004
- Galerie Pearson. Paris
- Toast Gallery, Paris

2003
- Room for my art. Paris
- Exposition Red pour Campari. Paris.

2002
- Toast Gallery, Paris

2001
- Salon d’Art Contemporain d’Angoulême.

1999
- Galerie Glaz’art. Paris.
- Salon d’Automne, Paris.